# Joseph Antelmy
Joseph Antelmy, aussi écrit Antelmi, est un chanoine et historiographe de l'église de Fréjus puis vicaire général de Pamiers, né à Fréjus le 25 juillet 1648, et mort à Fréjus le 20 juin 1697 .

## Biographie
Joseph Antelmy est le fils de Jacques Antelmy, avocat à Fréjus, membre d'une famille d’avocats originaire de Trigance, et de Marie Antiboul, et le frère de Charles-Léonce-Octavien d'Antelmy, évêque de Grasse, qui lui avait succédé comme chanoine de Fréjus.
Le 12 avril 1659, à l'âge de 10 ans, il a reçu la tonsure des mains de Joseph Zongo Ondedei, évêque de Fréjus. En 1665, il va au collège des jésuites d'Avignon pour suivre des cours de philosophie. Il y passe deux années, puis est à Lyon pour étudier la théologie où il a eu comme professeur le père de La Chaise. Il est ensuite allé à Paris pour préparer son doctorat en théologie. Il est reçu docteur en Sorbonne en 1668.
Le 21 mai 1667, il a reçu de l'évêque de Fréjus l'attestation qu'il était libre de toute censure et peines ecclésiastiques et qu'il était capable de recevoir et posséder tous les bénéfices ecclésiastiques, sans cure d'âmes à cause de son âge. Après avoir été reçu docteur en théologie, son oncle Pierre a résigné en sa faveur, le 24 novembre 1668. La bulle d'installation a été signée par le vice-légat d'Avignon et enregistrée au greffe ecclésiastique de Fréjus le 27 novembre. Le forma dignum est délivré par le vicaire général le 2 décembre et Joseph Antelmy est installé le lendemain en présence de tout le chapitre. Zongo Ondedei l'a ordonné sous-diacre à Bargemon le 21 septembre 1669. On était alors en pleine affaire de la régale. Un réaliste, Pierre-Alexandre Sauvage, conseiller au parlement de Paris lui a contesté le canonicat trois ans plus tard. Avec l'autorisation de l'évêque il est allé combattre les prétentions de son compétiteur auprès du parlement de Paris. L'arrêt du parlement a été pris en sa faveur en 1672. Il a été ordonné prêtre pendant son séjour à Paris, le 27 mars 1673, par François de Batailler, l'évêque de Bethléem. Il est ensuite de retour à Fréjus où il est élu official du diocèse en juillet 1674, à la mort de l'évêque. Cependant, au lieu de remplir sa charge d'official, il a fait des voyages, délaissant les devoirs de sa charge, ce qui a conduit le chapitre à la lui retirer pendant la vacance du siège épiscopal qui a duré deux ans. Après la nomination d'Antoine de Clermont-Tonnerre comme évêque de Fréjus, celui-ci l'a réintégré dans sa charge le 15 mai 1676. À la mort de l'évêque, il est de nouveau nommé official du diocèse. Il est resté chanoine de Fréjus jusqu’en 1682. 
Après avoir résigné son canonicat en faveur de son frère, il est resté, après 1682 et jusqu’en 1690, prieur de Saint-Tropez et de Grimaud. 
Il a été chargé d’une mission de conciliation à Pamiers où il est nommé vicaire général et official. 
Il revient ensuite à Fréjus en 1697 où il meurt le 20 juin.

## Œuvres
Pour occuper ses loisirs, il a décidé d'écrire l'histoire du diocèse de Fréjus qu'il a composé vers 1671-1676, complétée par le curé Girardin au XVIIIe siècle, avant d'être éditée par l'abbé J. B. Disdier, en 1872, sous le titre Description historique du diocèse de Fréjus (lire en ligne).
Il a aussi écrit De initiis ecclesiœ Forojuliensis dissertatio historica, chronologica, critica profano-sacra, seul ouvrage paru de son vivant, paru à Aix, en 1680 (lire en ligne). Il s’agit des deux premiers volumes d’une vaste histoire du diocèse qu’il projetait d'écrire. 